# Selo (Ajdovščina)
Selo (Duits: Kunzendorf) is een plaats in Slovenië en maakt deel uit van de gemeente Ajdovščina in de NUTS-3-regio Goriška. De plaats telde 483 inwoners op 1 januari 2020.

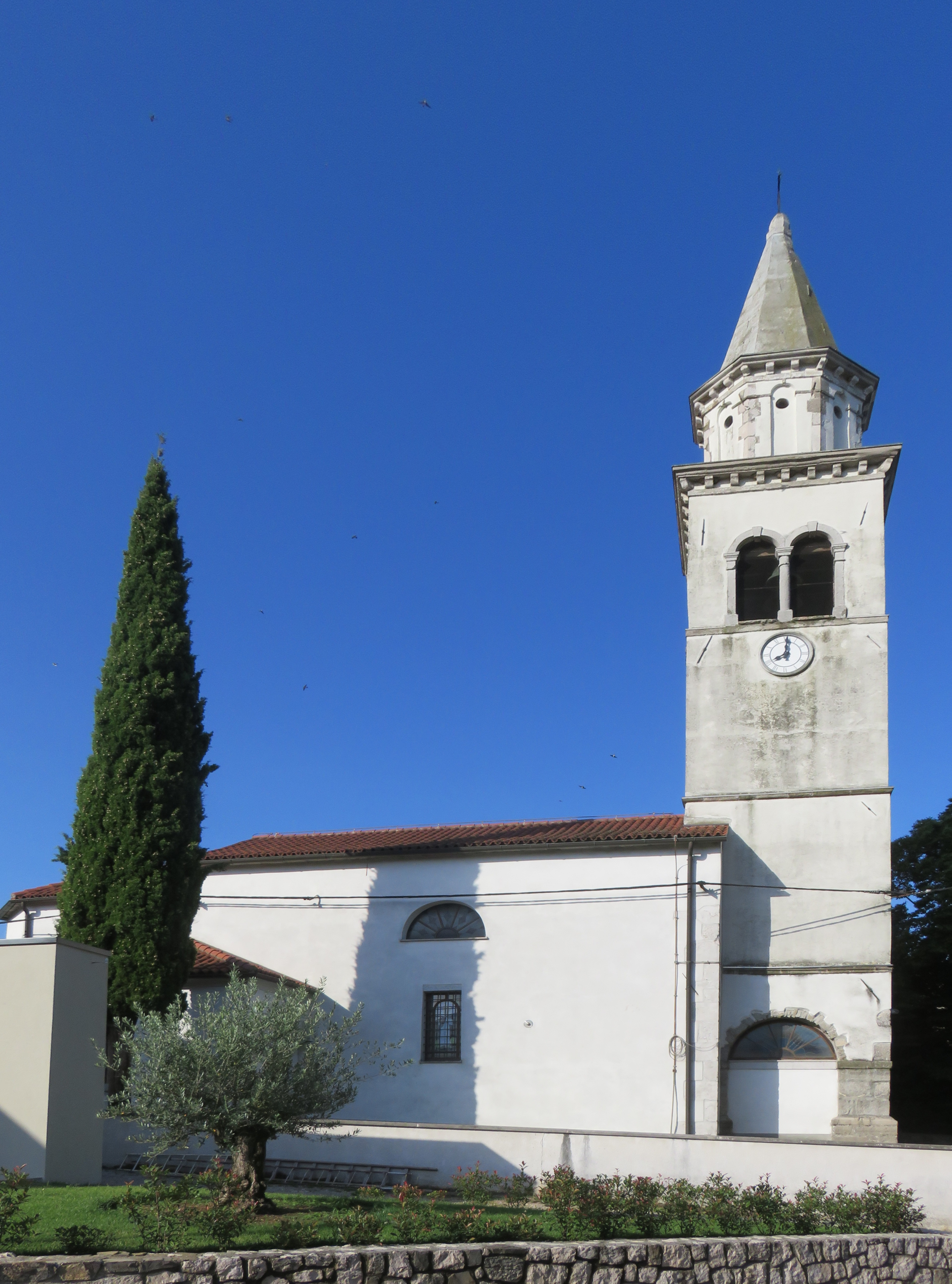
Sint Michaëlskerk